# Theodor-Evangeliar

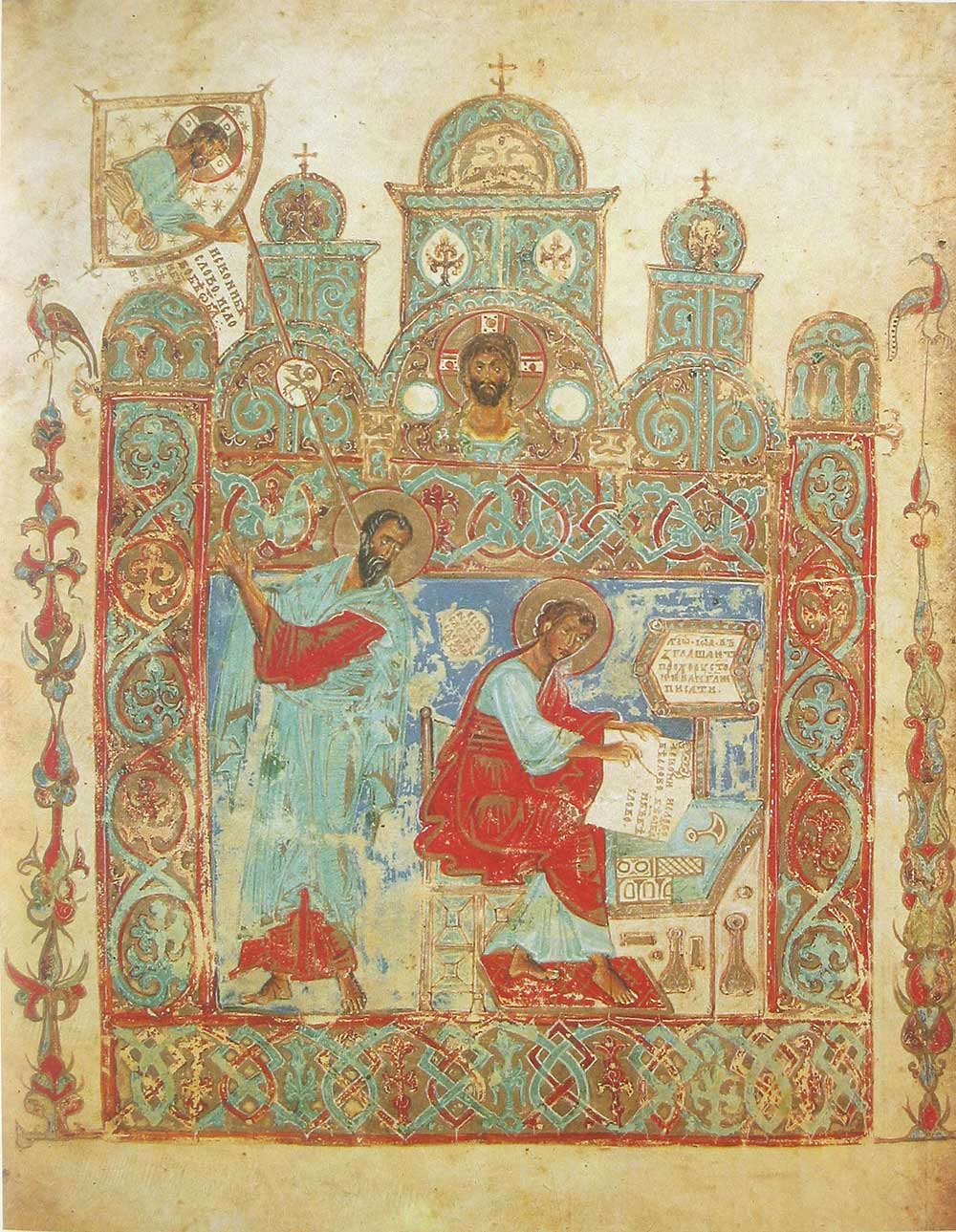
Evangelist Johannes

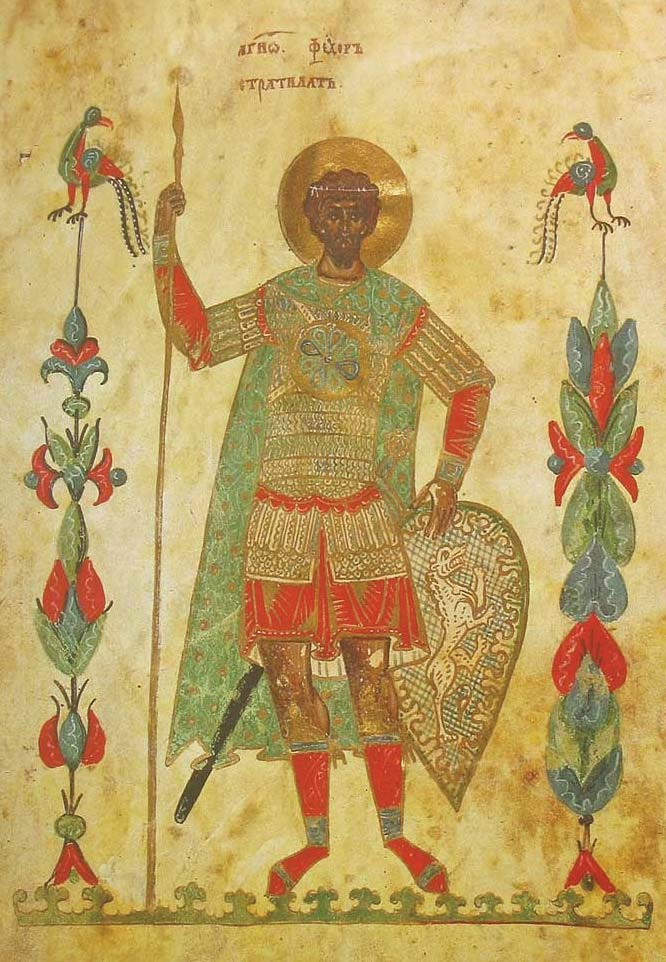
Theodor Stratelates

Das Theodor-Evangeliar ist eine illuminierte Handschrift in kirchenslawischer Sprache aus dem 14. Jahrhundert. Sie entstand wahrscheinlich in Jaroslawl oder Umgebung (Twer?).
Die Handschrift besteht aus 224 Pergamentblättern im Format 34,7–35 cm × 27–28 cm in 27 Lagen. Sie enthält den Text der vier Evangelien des Neuen Testaments und ein Menologion.
Es sind Miniaturen der vier Evangelisten vor den jeweiligen Kapiteln erhalten. Auf dem Teppichblatt (Deckblatt) ist eine Abbildung des heiligen Theodor Stratelates. Einige Initialen sind mit zoomorphen Motiven versehen.
Die Handschrift befand sich 1802 in der Kathedrale von Jaroslawl. Sie ist benannt nach dem Theodor-Kloster in Jaroslawl (wurde erst im 15. Jahrhundert gegründet), dem Theodor-Kloster in Twer (mit eigener Malschule im 14. Jahrhundert) oder dem Fürsten Fjodor von Rostow (1280–1310).
Die Handschrift befindet sich heute im Staatlichen Historischen Architektur- und Kunstmuseum in Jaroslawl und hat dort die Inventarnummer 15718. Zwischen 2001 und 2007 wurde die Handschrift restauriert.

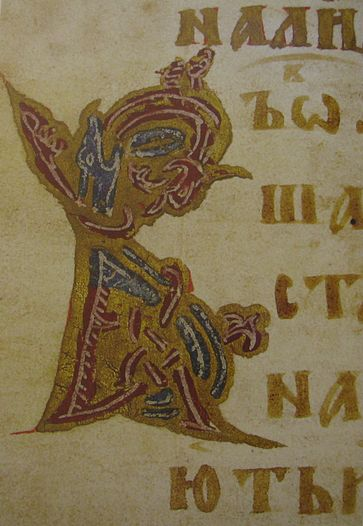
Initiale „В“